# Luchtaanval op het vliegveld van Udbina
Op 21 november 1994, voerden NAVO-vliegtuigen die deelnamen aan Operatie Deny Flight een luchtaanval uit op de vliegbasis Udbina, Kroatië, dat destijds deel uitmaakte van de zelfverklaarde Republiek Servisch Krajina. Het Servische leger van Krajina had, door middel van haar 105e Luchtvaartbrigade, vanaf het vliegveld luchtaanvallen uitgevoerd op buurland Bosnië en Herzegovina ter ondersteuning van Servische bondgenoten daar, vooral tijdens het Beleg van Bihać. NAVO-strijdkrachten intervenieerden met het doel verdere aanvallen tegen te houden. Twee luchtdoel SA-2 raket installaties die de Serviërs in de grond-grond mode hadden gebruikt om Bihać aan te vallen en om NAVO-vliegtuigen aan te vallen werden in de er op volgende dagen ook vernietigd. Het bombarderen van Udbina was de grootste luchtactie in Europa sinds de Tweede Wereldoorlog, de grootste gevechtsactie van de NAVO tot dat moment en de eerste Nederlandse deelname aan een luchtaanval sinds 1945. 

## Bihać 'safe haven'
In oktober en november 1994 lanceerden Moslim-Kroatische troepen een groot offensief rond de stad Bihać, in het uiterste noordwesten van Bosnië, die door de VN was uitgeroepen tot 'safe haven' (veilige zone) voor vluchtelingen. De Serviërs lanceerden al snel een tegenaanval en ter ondersteuning van hun operaties voerden ze luchtaanvallen uit met vliegtuigen die waren gestationeerd op een voormalige militaire luchthaven van het JNA in Udbina, ten zuidwesten van Bihać, binnen de grenzen van het Servische Krajina.

### Servische aanvallen
De Servische vliegtuigen dropten napalm en clusterbommen op Bosnische posities in de Bihać-pocket. De meeste vluchten lieten hun bommen los zonder in het Bosnische luchtruim te vliegen en de straaljagers perfectioneerden de tactiek om onder de radar te vliegen, maar de aanvallen waren hoe dan ook een duidelijke schending van de no-flyzone en een uitdaging voor de NAVO.
De aanvallen van de Krajina-Serven begonnen op 10 november op Cazin en Bihać, maar deze aanvallen omvatten alleen het gebruik van zware artillerie en SA-2-luchtdoelraketten in een grond-grondrol.
Op 18 november lieten twee Orao grondaanvalsvliegtuigen napalm- en clusterbommen vallen, terwijl de volgende dag andere twee vliegtuigen vier bommen afwierpen op civiele faciliteiten in Cazin. Een van de Orao-straaljagers werd neergeschoten en de piloot, geïdentificeerd als Boro Nović, werd gedood. Drie van de bommen ontploften niet, maar negen burgers kwamen om het leven. Twee Royal Air Force (RAF) Tornado's achtervolgden twee Galeb nadat ze Bosnische posities rond Bihać hadden aangevallen, maar werden gedwongen de achtervolging te staken toen de Servische piloten het Kroatische luchtruim binnenvlogen, waar NAVO-troepen geen mandaat hadden.
Als reactie op de verslechterende situatie in Bihać nam de Veiligheidsraad Resolutie 958 aan, die NAVO-vliegtuigen toestond om boven Kroatië te vliegen. Op 21 november handelde de NAVO onder haar nieuwe mandaat door een aanval te plannen op het vliegveld van Udbina.

## NATO-luchtaanval
De aanval op het militaire vliegveld van Udbina stond oorspronkelijk gepland voor 20 november, maar de operatie werd afgeblazen vanwege slechte weersomstandigheden.
Op maandag 21 november voerde de NAVO uiteindelijk de grootste luchtaanval uit in haar tot dan 45-jarige geschiedenis. Bij de operatie waren 39 aanvalsvliegtuigen betrokken en nog eens 16 vliegtuigen die verantwoordelijk waren voor de vóórverkenning van de aanval, tanken in de lucht, vroegtijdige waarschuwing, commando en controle, verkenning na de aanval en elektronische tegenmaatregelen. Alhoewel een Nederlandse vlieger het commando voerde over de missie, hebben volgens Britse bronnen alleen de Jaguar-jachtvliegtuigen van de Franse luchtmacht en de RAF daadwerkelijk bommen gedropt op de luchtmachtbasis en de luchtafweergeschutslocaties in het gebied. De vliegtuigen stegen op vanaf vijf Italiaanse luchtmachtbases en de luchtaanval duurde van 13:00 tot 13:45 lokale tijd. F-16A Fighting Falcons van de Koninklijke Luchtmacht boden bescherming aan en leidden de aanvalsmacht, terwijl verkenning en elektronische storingen werden uitgevoerd door Franse Mirage 2000s, United States Air Force (USAF) General Dynamics–Grumman EF-111A Ravens, F-15E Strike Eagles, F-16's en United States Marine Corps (USMC) F/A-18 Hornets.
De eerste doelen die werden aangevallen waren de SA-6 batterij en het luchtafweergeschut dat de basis verdedigde. NAVO-jagers lieten er clusterbommen op vallen. De Servische bemanningen die de apparatuur bemanden, waren van tevoren gewaarschuwd om grote verliezen te voorkomen. Precisiegeleide en vrijvallende bommen werden vervolgens gebruikt om het vliegveld aan te vallen. Om te laten zien dat ze zich inhielden spaarden de NAVO-bommenwerpers ongeveer 20 Servische grondaanvalsvliegtuigen die op het einde van de landingsbaan geparkeerd stonden.
Een verkenningsvlucht bij zonsondergang  ter beoordeling van de schade onthulde dat de landingsbaan op vijf plaatsen ernstig was getroffen. De commandant van de Servische luchtmachtbasis, kolonel Ratko Dopudja, erkende het verlies van twee soldaten (Branko Jerković en Darko Galović) en verschillende gewonden.

### Vervolgoperaties
Op 22 november werden twee Royal Navy Sea Harriers van het vliegdekschip HMS Invincible aangevallen door Servische luchtafweerraketten. De Britse vliegtuigen wisten de raketten te ontwijken en kwamen ongeschonden uit de strijd.
De volgende dag lanceerde de NAVO een verkenningsluchtpakket met RAF Jaguars, Franse Mirage 2000's en USAF F-16's om het gebied te doorzoeken. De luchtpatrouille werd begeleid door twee  U.S. Marines EA-6B Prowlers, bewapend met AGM-88 HARM anti-straling raketten. Toen een Servische SA-2 radar van Otoka een van de bewakingsvliegtuigen aanstraalde, vuurden de EA-6B's twee HARM's af op de luchtafweerpositie. Beide raketten raakten doel. Een derde raket werd afgevuurd op een tweede SA-2 raketlocatie in Dvor, in Kroatië. Na een schadebeoordeling werd de raketbasis van Otoka later op de dag opnieuw het onderwerp van een luchtaanval toen USAF F-15E's GBU-12 lasergeleide bommen op het gebied lieten vallen.

## Nasleep
De luchtmachtbasis in Udbina was bijna een maand buiten gebruik. De luchtaanval had echter geen direct effect op de militaire situatie op de grond rond Bihać. Integendeel, het 5e Bosnische Legerkorps stopte hun offensief en trok zich terug naar hun oorspronkelijke posities, gevolgd door duizenden vluchtelingen.
Elders reageerden de Servische autoriteiten in Bosnië door begin december 500 UNPROFOR gijzelaars te nemen, waaronder drie die gedwongen werden om op het platform van de Banja Luka landingsbaan te blijven als menselijk schild. Servische grondtroepen bleven ook de luchtpatrouilles van de NAVO belemmeren door ze continue aan te stralen en er luchtafweerraketten op af te vuren; twee RAF Tornados ontweken radargeleide raketten op 24 november, terwijl twee F-16's de volgende dag werden beschoten.
De Servische gijzelingen en de toenemende intimidatie van hun vliegtuigen dwongen de NAVO om de vluchten boven Bosnië en Kroatië op 2 december op te schorten. Nadat de voormalige Amerikaanse president Jimmy Carter een staakt-het-vuren van vier maanden had bemiddeld, werden de NAVO-operaties teruggeschroefd en lieten de Servische troepen alle gijzelaars van UNPROFOR vrij. Desondanks ging de NAVO-surveillance door en op 17 december werd een Super Etendard van het vliegdekschip van de Franse marine Foch geraakt door een schouderafgevuurde luchtafweerraket. De beschadigde jager wist terug te keren naar Foch.
De luchtmachtbasis werd uiteindelijk op 7 augustus 1995 overrompeld door Kroatische troepen tijdens Operatie Storm.